# Плавание на Играх доброй воли 1986
Соревнования по плаванию в рамках Игр доброй воли 1986 года прошли в Москве с 4 по 7 июля в плавательном бассейне «Олимпийский».

## Медалисты

### Мужчины
| Дисциплина                    | Золото                    | Серебро                   | Бронза                 |
| ----------------------------- | ------------------------- | ------------------------- | ---------------------- |
| 50 м вольным стилем           | Джон Соерленд · США       | Геннадий Пригода · СССР   | Сергей Смирягин · СССР |
| 100 м вольным стилем          | Николай Евсеев · СССР     | Сергей Смирягин · СССР    | Дейв Керска · США      |
| 200 м вольным стилем          | Джон Уитчелл · США        | Николай Евсеев · СССР     | Поль Робинсон · США    |
| 400 м вольным стилем          | Шон Киллон · США          | Владимир Сальников · СССР | Скотт Брекетт · США    |
| 800 м вольным стилем          | Владимир Сальников · СССР | Эдуард Петров · СССР      | Шон Киллон · США       |
| 1500 м вольным стилем         | Владимир Сальников · СССР | Скотт Брекетт · США       | Эдуард Петров · СССР   |
| 100 м на спине                | Игорь Полянский · СССР    | Сергей Заболотнов · СССР  | Олег Гавриленко · СССР |
| 200 м на спине                | Игорь Полянский · СССР    | Сергей Заболотнов · СССР  | Олег Гавриленко · СССР |
| 100 м брассом                 | Дмитрий Волков · СССР     | Эдуард Климентьев · СССР  | Тимур Подмарев · СССР  |
| 200 м брассом                 | Дмитрий Волков · СССР     | Валерий Лозик · СССР      | Тимур Подмарев · СССР  |
| 100 м баттерфляем             | Крис О’Нил · США          | Кен Флаерти · США         | Сергей Гарро · СССР    |
| 200 м баттерфляем             | Мелвин Стюарт · США       | Метт Ранкин · США         | Кен Флаерти · США      |
| 200 м комплексным плаванием   | Вадим Ярощук · СССР       | Билли Степлтон · США      | Рон Карнаф · США       |
| 400 м комплексным плаванием   | Вадим Ярощук · СССР       | Билли Степлтон · США      | Метт Ранкин · США      |
| 4×100 м комплексным плаванием | СССР                      | СССР                      | США                    |
| 4×100 м вольным стилем        | СССР                      | США                       | США                    |
| 4×200 м вольным стилем        | США                       | СССР                      | США                    |

### Женщины
| Дисциплина                    | Золото                                             | Серебро                                  | Бронза                     |
| ----------------------------- | -------------------------------------------------- | ---------------------------------------- | -------------------------- |
| 50 м вольным стилем           | Анджела Маерс · США                                | Инна Абрамова · СССР · Кэти Коффин · США |                            |
| 100 м вольным стилем          | Анджела Маерс · США                                | Кэти Коффин · США                        | Пейдж Земина · США         |
| 200 м вольным стилем          | Керстин Килгас · ГДР                               | Дагмар Хазе · ГДР                        | Стейси Кессидей · США      |
| 400 м вольным стилем          | Кети Хетч · США                                    | Анке Мёринг · ГДР                        | Ноэми Лунг · Румыния       |
| 800 м вольным стилем          | Лесли Деланд · США                                 | Кети Хетч · США                          | Джанет Эванс · США         |
| 1500 м вольным стилем         | Лесли Деланд · США                                 | Анке Мёринг · ГДР                        | Джанет Эванс · США         |
| 100 м на спине                | Кармен Буначи · Румыния · Анета Петреску · Румыния |                                          | Наталья Шибаева · СССР     |
| 200 м на спине                | Анета Петреску · Румыния                           | Андреа Хайес · США                       | Лора Маклин · США          |
| 100 м брассом                 | Таня Богомилова · Болгария                         | Елена Волкова · СССР                     | Кети Смит · США            |
| 200 м брассом                 | Елена Волкова · СССР                               | Таня Богомилова · Болгария               | Эми Шоу · США              |
| 100 м баттерфляем             | Берти Вейганг · ГДР                                | Кармен Буначи · Румыния                  | Анжела Майерс · США        |
| 200 м баттерфляем             | Келли Дэвис · США                                  | Джулия Горман · США                      | Дженифер Линдер · США      |
| 200 м комплексным плаванием   | Ноэми Лунг · Румыния                               | Елена Дендеберова · СССР                 | Таня Богомилова · Болгария |
| 400 м комплексным плаванием   | Ноэми Лунг · Румыния                               | Андреа Хайес · США                       | Соня Благова · Болгария    |
| 4×100 м комплексным плаванием | США                                                | СССР                                     | США                        |
| 4×100 м вольным стилем        | США                                                | СССР                                     | США                        |
| 4×200 м вольным стилем        | США                                                | США                                      | ГДР                        |